# Meis
Meis är en kommun i Spanien. Den ligger i provinsen Pontevedra i den autonoma regionen Galicien i nordvästra delen av landet, 500 km nordväst om huvudstaden Madrid. Antalet invånare är 4 703 (2024). Arean är 52,39 kvadratkilometer.